# Sung Si-bak
Sung Si-bak (kor. 성시백; * 18. Februar 1987) ist ein ehemaliger südkoreanischer Shorttracker.

## Werdegang
Sung ging erstmals international bei den Juniorenweltmeisterschaften 2003 an den Start, wo er auf Anhieb vier Medaillen, darunter eine goldene mit der Staffel, gewann. Mit dem koreanischen Team trat er auch im Oktober 2004 erstmals im Shorttrack-Weltcup auf, dort erreichte er gleich mit seinem ersten Start den ersten Sieg. Bei der Winter-Universiade 2005 schnitt Sung ebenfalls erfolgreich ab, hier gewann er den Titel über 1000 Meter. Obwohl er bei den letzten beiden Weltcuprennen der Saison 2004/05 erneut einen Podestplatz mit der Staffel zu Buche stehen hatte und auch im Einzel über 1500 Meter das Finale erreichte, nahm er in der darauffolgenden Saison 2005/06 an keinem internationalen Rennen teil. Nur bei der Universiade startete er im Winter 2006/07. Bei dieser gelangen ihm allerdings über alle Strecken der Titel, sodass er schließlich fünf Siege errungen hatte.
Erst im Shorttrack-Weltcup 2007/08 kehrte Sung in den Weltcup zurück. Dort gelangen ihm acht Einzelerfolge, auf allen Strecken mindestens zwei, zudem gewann er den 500-Meter-Weltcup und wurde Dritter der Shorttrack-Weltrangliste hinter seinen Landsleuten Lee Ho-suk und Ahn Hyun-soo. In den Weltcup 2008/09 startete er mit zwei Siegen bei den ersten Weltcups ebenfalls gut.
Bei den Olympischen Winterspielen 2010 in Vancouver gewann er über 500 Meter hinter Charles Hamelin durch die Disqualifikation von Apolo Anton Ohno die Silbermedaille. Über die 1000-Meter-Distanz wurde er Siebter, über 1500 Meter kam er als Fünfter ins Ziel. Mit der 5000-Meter-Staffel gewann er schließlich seine zweite Silbermedaille.
Nach der Saison 2010/11 beendete Sung seine aktive Shorttrack-Karriere im Alter von nur 23 Jahren. Zuvor gewann er bei den Winter-Asienspielen 2011 in Almaty noch einmal Gold mit der Staffel und Bronze über 1500 Meter.

## Persönliche Bestzeiten
- 500 m      40,651 s aufgestellt am 14. November 2009 in Marquette - (Vor, Weltrekord).[9]
- 1000 m    1:27,895 min aufgestellt am 21. Januar 2005 in Innsbruck
- 1500 m    2:12,978 min aufgestellt am 18. Oktober 2008 in Salt Lake City
- 3000 m    4:45,035 min aufgestellt am 22. Januar 2005 in Innsbruck